# Rhamnus chimalapensis
Rhamnus chimalapensis är en brakvedsväxtart som beskrevs av R. Fernández Nava. Rhamnus chimalapensis ingår i släktet getaplar, och familjen brakvedsväxter. Inga underarter finns listade i Catalogue of Life.